# War Heritage Institute
 (août 2024).
La mise en forme du texte ne suit pas les recommandations de Wikipédia : il faut le « wikifier ».
Les points d'amélioration suivants sont les cas les plus fréquents. Le détail des points à revoir est peut-être précisé sur la page de discussion.
- Les titres sont pré-formatés par le logiciel. Ils ne sont ni en capitales, ni en gras.
- Le texte ne doit pas être écrit en capitales (les noms de famille non plus), ni en gras, ni en italique, ni en « petit »…
- Le gras n'est utilisé que pour surligner le titre de l'article dans l'introduction, une seule fois.
- L'italique est rarement utilisé : mots en langue étrangère, titres d'œuvres, noms de bateaux, etc.
- Les citations ne sont pas en italique mais en corps de texte normal. Elles sont entourées par des guillemets français : « et ».
- Les listes à puces sont à éviter, des paragraphes rédigés étant largement préférés. Les tableaux sont à réserver à la présentation de données structurées (résultats, etc.).
- Les appels de note de bas de page (petits chiffres en exposant, introduits par l'outil «  Source ») sont à placer entre la fin de phrase et le point final[comme ça].
- Les liens internes (vers d'autres articles de Wikipédia) sont à choisir avec parcimonie. Créez des liens vers des articles approfondissant le sujet. Les termes génériques sans rapport avec le sujet sont à éviter, ainsi que les répétitions de liens vers un même terme.
- Les liens externes sont à placer uniquement dans une section « Liens externes », à la fin de l'article. Ces liens sont à choisir avec parcimonie suivant les règles définies. Si un lien sert de source à l'article, son insertion dans le texte est à faire par les notes de bas de page.
- La présentation des références doit suivre les conventions bibliographiques. Il est recommandé d'utiliser les modèles {{Ouvrage}}, {{Chapitre}}, {{Article}}, {{Lien web}} et/ou {{Bibliographie}}. Le mode d'édition visuel peut mettre en forme automatiquement les références.
- Insérer une infobox (cadre d'informations à droite) n'est pas obligatoire pour parachever la mise en page.

Pour une aide détaillée, merci de consulter Aide:Wikification.
Si vous pensez que ces points ont été résolus, vous pouvez retirer ce bandeau et améliorer la mise en forme d'un autre article.

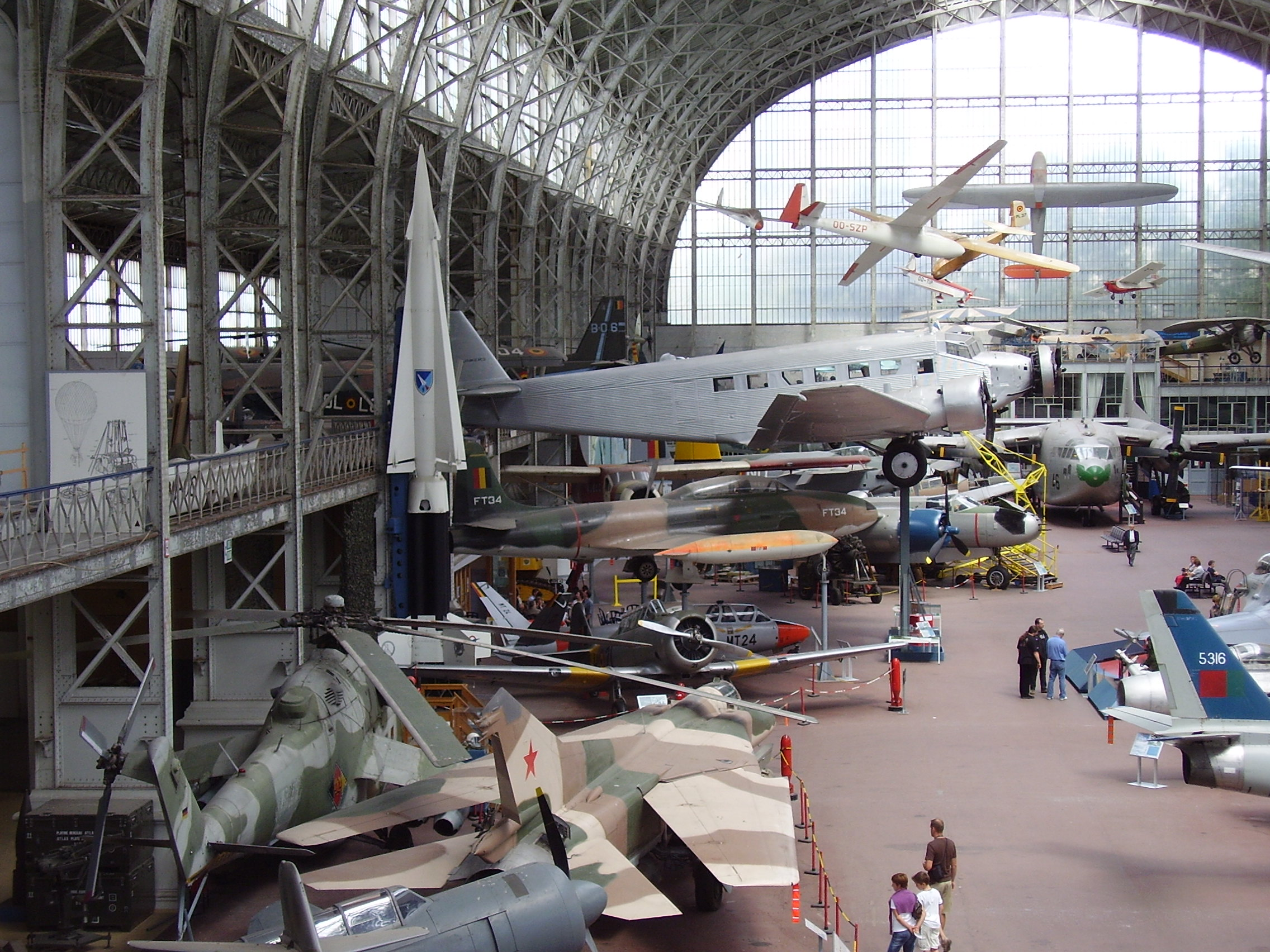
Le Hall de l'Air, section du Musée royal de l'Armée à Bruxelles

Le War Heritage Institute (WHI) est une organisation publique belge regroupant plusieurs institutions fédérales, musées et sites qui travaillent sur le patrimoine et la mémoire des guerres et des conflits en Belgique, ou dans lesquels la Belgique a été impliquée.
Son but est de conserver et présenter au public un héritage militaire riche de plusieurs sites historiques et de l'une des plus importantes collections au monde d'objets et d'oeuvres d'art en lien avec l'histoire militaire. Le WHI a également pour mission de transmettre la mémoire des conflits et d'oeuvrer à la recherche scientifique dans différents domaines.

## Histoire

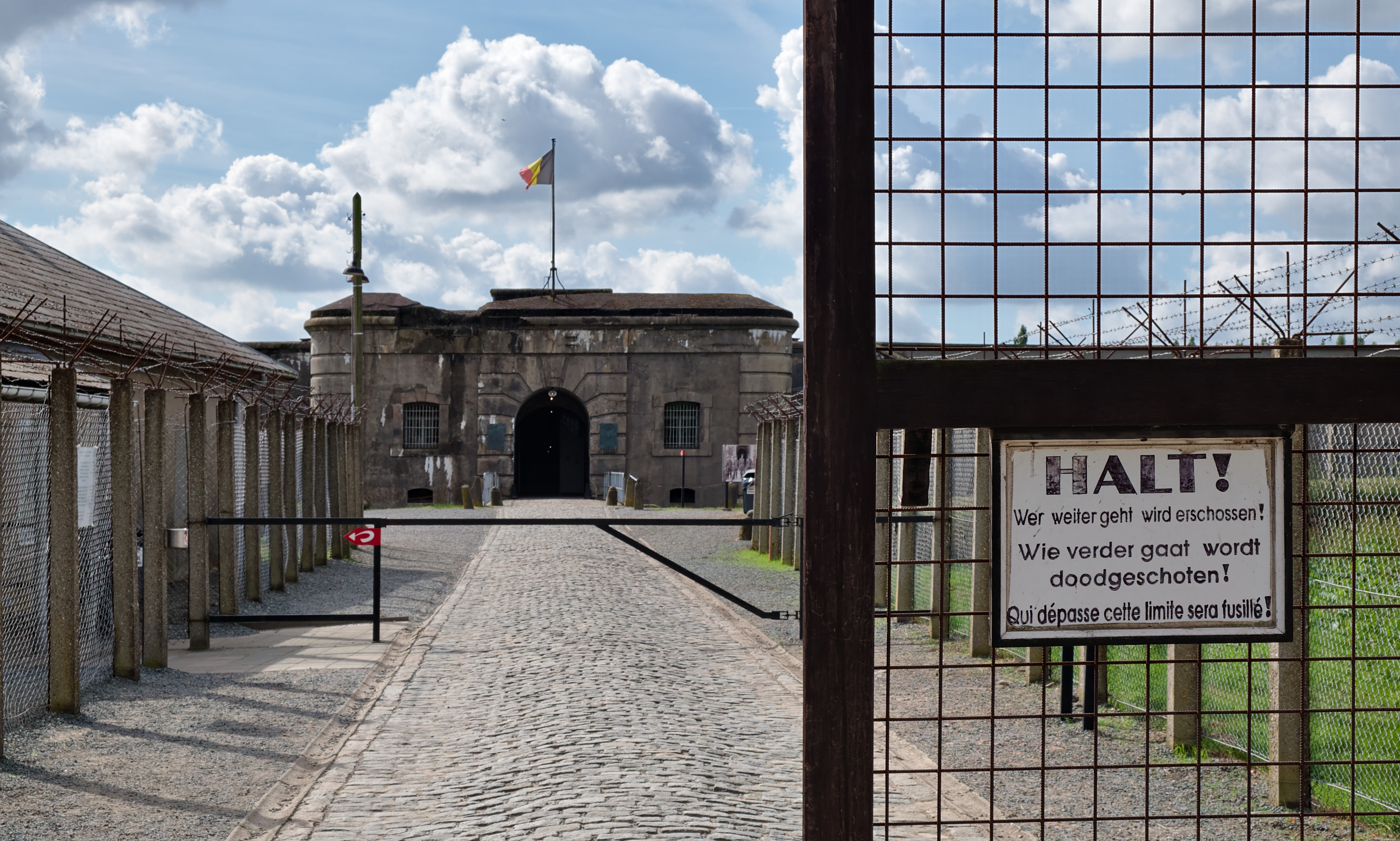
Mémorial national du Fort de Breendonk

Le projet de création d'une institution pour maintenir vivante la mémoire des guerres et conflits dans lesquels les Belges ont été impliqués a été annoncé en novembre 2016 par le ministre de la Défense Steven Vandeput ( N-VA ). En avril 2017, la Chambre des représentants belge a approuvé un projet de loi créant le War Heritage Institute, une organisation parastatale regroupant quatre institutions indépendantes auparavant sous la tutelle de la Défense. Parmi les quatre anciennes institutions qui composent le WHI, on trouve le Pôle historique de Défense, auparavant chargé de la gestion de certains sites historiques sur le territoire belge. Certains de ces sites n'ont pas formellement intégré le WHI et, comme le Fort d'Eben-Emael, sont exploités par des tiers. Le WHI a été officiellement inauguré par le ministre Vandeput en mai 2017.
Le WHI dispose de plusieurs sites en Belgique, mais son siège principal se trouve au Musée royal de l'Armée, à Bruxelles.

## Musées et sites
Le WHI est issu de la fusion des institutions suivantes :
- Musée Royal de l'Armée et d'Histoire Militaire à Bruxelles
- Institut National des Invalides, Anciens Combattants et Victimes de Guerre (INIG)
- Mémorial national Fort Breendonk à Willebroek
- Pôle historique de la Défense

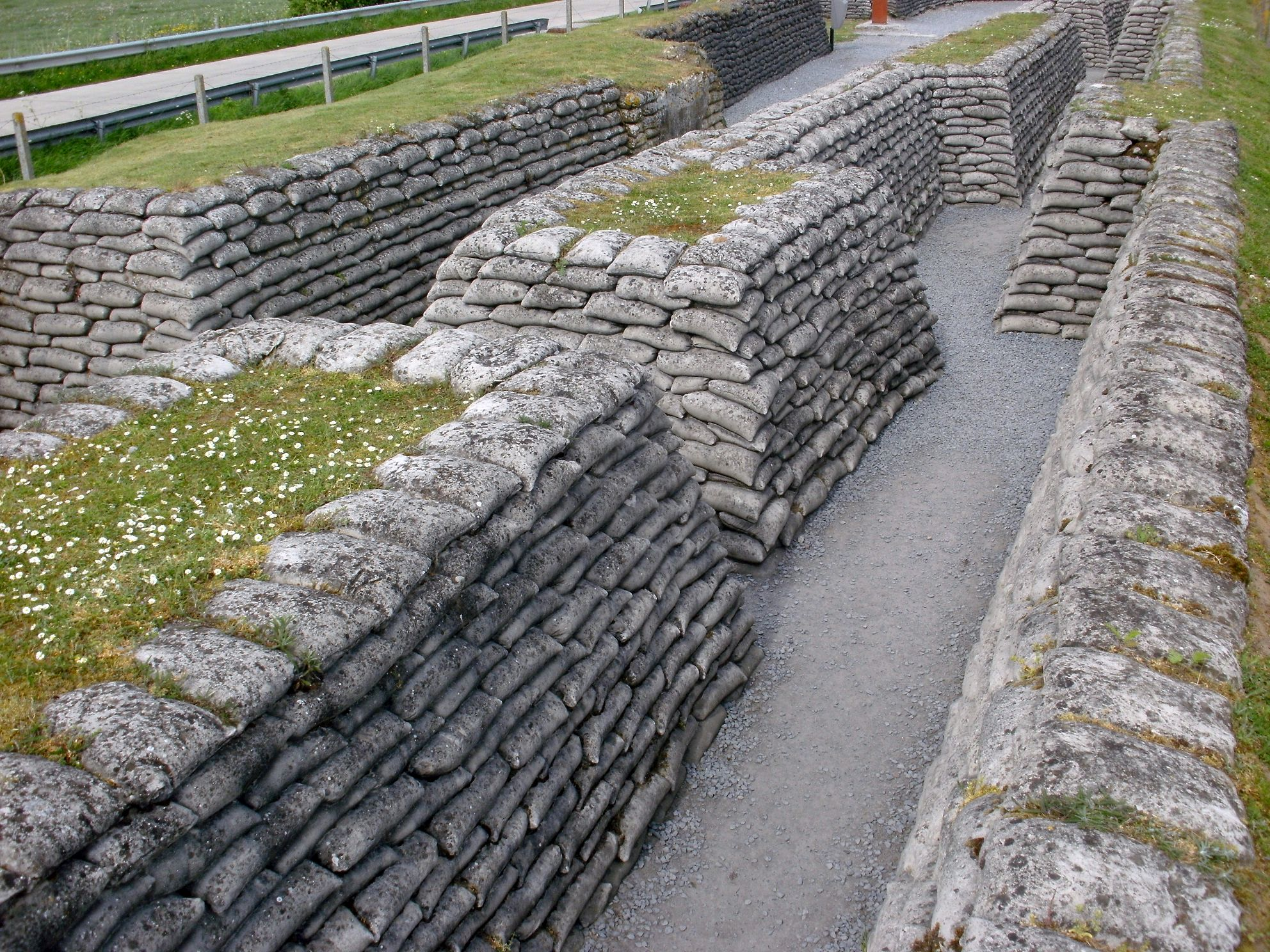
Le Boyau de la Mort à Dixmude

Le WHI regroupe officiellement cinq sites patrimoniaux ouverts au public :
- Musée royal de l'Armée et d'Histoire Militaire à Bruxelles[8]
- Le Mémorial national du Fort de Breendonk[9]
- Les Bastogne Barraks à Bastogne[10]
- Le Bunker de commandement Kemmel à Heuvelland[11]
- Le Boyau de la Mort à Dixmude[12]

Depuis 2014, des discussions ont lieu pour que le WHI puisse gérer un espace muséal consacré à l'aviation sur la base aérienne de Beauvechain. Le WHI est également présent sur la base militaire d'Ypres, sans que le site ne soit encore ouvert au public. Jusqu'en 2024, le site du Gunfire à Brasschaat était officiellement ouvert au public, mais en cours de déménagement. Le site ne fait depuis plus partie des musées visitables du War Heritage Institute.

## Direction
- Réalisateur : Michel Jaupart
- Directeur adjoint : Peter Carpreau